# Shabbona, Illinois
Shabbona là một làng thuộc quận DeKalb, tiểu bang Illinois, Hoa Kỳ. Năm 2010, dân số của làng này là 925 người.

## Dân số
Dân số qua các năm:
- Năm 2000: 929 người.
- Năm 2010: 925 người.